# Giuseppina Fasciani
Giuseppina Fasciani detta Pina (Capistrello, 21 aprile 1953) è una politica e sindacalista italiana.

## Biografia
Al termine di studi artistici, si è laureata in scultura all'Accademia di belle arti dell'Aquila; è stata dirigente della Cgil.
Esponente dei Democratici di Sinistra, è stata eletta deputato nel 2006, per le quali era candidata nella lista dell'Ulivo nella circoscrizione Abruzzo. Nella XV Legislatura è stata membro della Commissione (VIII) che si occupava di ambiente, territorio e lavori pubblici, inoltre dal 4 aprile 2007 ha fatto parte della Commissione per la vigilanza sulla Cassa Depositi e Prestiti.
Nel marzo 2017 abbandona il Partito Democratico e aderisce ad Articolo 1 - Movimento Democratico e Progressista.
In vista delle elezioni politiche del 2022 annuncia il proprio voto per il Movimento 5 Stelle di Giuseppe Conte